# Iglesia de San Calixto
La iglesia de San Calixto (en italiano: chiesa di San Callisto) es un lugar de culto católico en Roma, en el barrio de Trastevere, en Piazza di S. Calisto, 6.

## Historia y descripción
De origen antiguo, según la tradición fue construida sobre la casa donde el Papa Calixto I (217-222) solía retirarse a orar y donde sufrió el martirio por ahogamiento: en el patio del exconvento anexo a la iglesia se encuentra el pozo donde se dice que fue martirizado. El pozo se conserva en la Iglesia consagrada al santo, mientras que la piedra que estaba atada alrededor de su cuello en la cercana Basílica Mayor de Santa María en Trastevere permanece junto con otros instrumentos de tortura.
Inicialmente se construyó un oratorio conmemorativo en el lugar del martirio y luego, en el siglo VIII, el Papa Gregorio III hizo construir allí un templo. Reconstruida en el siglo XII, la iglesia fue reformada de nuevo en 1610 según un diseño de Orazio Torriani, cuando también se construyó el monasterio contiguo para albergar a los monjes benedictinos. Desde 1517 la iglesia es sede del título cardenalicio del San Calixto. Debido a la ocupación francesa a principios del siglo XIX, ambos edificios sufrieron graves daños que requirieron una importante restauración llevada a cabo durante el pontificado de Pío IX en 1851 . El conjunto fue sometido a nuevas e importantes restauraciones en los años 1930, llevadas a cabo por el arquitecto Giuseppe Momo .
La fachada de la iglesia es la del siglo XVII que muestra, en orden superior, el escudo de Pablo V. El interior es de una sola nave con una capilla a cada lado y conserva, en particular:
- en la capilla de la derecha, dos ángeles atribuidos a Gian Lorenzo Bernini ,
- apoyan el cuadro San Mauro abate de Pier Leone Ghezzi ;
- en la bóveda, la Gloria de San Calixto pintada al fresco por Antonio Aquiles ;
- en la capilla de la izquierda, el pozo donde, según la tradición , fue martirizado el Papa Calixto I.